# Oakley-Gletscher
Der Oakley-Gletscher ist ein Gletscher in der Mountaineer Range des ostantarktischen Viktorialands. Er fließt von der Ostseite des Mount Casey zur Borchgrevink-Küste und mündet in die aufschwimmende Gletscherzunge des Icebreaker-Gletschers in der Lady Newnes Bay.
Der United States Geological Survey kartierte ihn anhand eigener Vermessungen und Luftaufnahmen der United States Navy aus den Jahren von 1960 bis 1964. Das Advisory Committee on Antarctic Names benannte ihn 1969 nach Lieutenant Commander Donald C. Oakley, protestantischer Kaplan der Überwinterungsmannschaft auf der McMurdo-Station im Jahr 1967.